# Jocelyne Saucier
Œuvres principales
- Les Héritiers de la mine
- Il pleuvait des oiseaux
- À train perdu

Jocelyne Saucier, née à Clair au Nouveau-Brunswick le 27 mai 1948, est une romancière québécoise.

## Biographie
Après des études en sciences politiques à l'Université Laval, Jocelyne Saucier s'engage dans une carrière journalistique en Abitibi-Témiscamingue.
En 1996, elle publie La Vie comme une image, roman finaliste au Prix du Gouverneur général du Canada. Les Héritiers de la mine, paru en 2001, est finaliste du Prix France-Québec. Jeanne sur les routes est publié en 2006, ce roman s'inspire de la vie de la militante Jeanne Corbin et Bascule, un roman encore inédit à ce jour, est adapté pour le théâtre par les Productions Zybrides en 2007.
En 2011, Il pleuvait des oiseaux décroche successivement le Prix des cinq continents de la francophonie, le Prix littéraire des collégiens, le Prix France-Québec et le Prix Ringuet décerné par l'Académie des lettres du Québec. Ce roman était également en lice pour le Grand prix du livre de Montréal en 2011.
En 2017, elle signe la préface du recueil de textes et poèmes La semeuse de perles de l'auteure Margot Lemire.
En 2019, Il pleuvait des oiseaux devient un long métrage québécois réalisé et scénarisé par Louise Archambault. Tourné dans la forêt Montmorency, il met en vedette Andrée Lachapelle, Gilbert Sicotte, Rémy Girard, Ève Landry, Marie-Ginette Guay, Patricia Nolin, Éric Robidoux, Kenneth Welsh ainsi que Louise Portal,,.
En 2022, un parcours touristique inspiré de l'œuvre de Jocelyne Saucier est inauguré au Nord-Est de l'Ontario. Les amateurs de littérature peuvent se rendre en personne ou virtuellement dans neuf lieux emblématiques des romans de l'auteure, dont dans la ville de Black-River Matheson, où a eu lieu le feu le plus meurtrier de l'histoire du Canada,. Le circuit passe également par Timmins, Cochrane, Englehart, Kirkland Lake, Swastika, North Bay, Cobalt et Haileybury.

## Romans
Les romans de Jocelyne Saucier, sauf le premier, ont pour cadre la région de l'Abitibi-Témiscamingue et le Nord-Est de l'Ontario. Ils sont tous publiés à Montréal aux Éditions XYZ.
- La Vie comme une image, 1996, Éditions XYZ  (ISBN 2-89261-152-0).
- Les Héritiers de la mine, 2000  (ISBN 2-89261-285-3) - réédition à Paris chez Denoël en 2015  (ISBN 9782207117255) et chez Gallimard en 2016  (ISBN 9782892614626) - 2025 réédition Éditions XYZ, illustrée par Gérard Dubois  (ISBN 9782897725716).
  - (en) Twenty-One Cardinals, par Rhonda Mullins. Coach House, Toronto 2015  (ISBN 1552453073)
  - (de) Niemals ohne sie, par Sonja Finck. Insel, Berlin 2019  (ISBN 3458178007)
- Jeanne sur les routes, 2006  (ISBN 2-89261-449-X)[8].
- Il pleuvait des oiseaux, 2011  (ISBN 978-2-89261-604-0) - réédition à Paris chez Denoël en 2013 et chez Gallimard en 2015.
  - (de) Ein Leben mehr, par Sonja Finck. Insel, Berlin 2015  (ISBN 3458176527)
  - (en) And the Birds Rained Down, par Rhonda Mullins. Coach House, Toronto 2013  (ISBN 1552452689)
  - (nl) Het regende vogels, par Marianne Kaas. Meridiaan, Amsterdam 2015  (ISBN 9048822165)
  - (sv) Det regnade fåglar, par Magdalena Sørensen. Tranan, Stockholm 2013  (ISBN 9187179040)
  - adapté au cinéma sous le même titre
- À train perdu, 2020, Éditions XYZ (ISBN 9782897722470)
- Je n'ai jamais lu Baudelaire, 2022, Éditions XYZ  (ISBN 9782897723873)[9].

## Prix et distinctions
- 1996 : Finaliste au Prix du Gouverneur général du Canada pour La Vie comme une image
- 2001 : Finaliste au Prix France-Québec pour Les Héritiers de la mine
- 2006 : Finaliste au Prix du Gouverneur général du Canada pour Jeanne sur les routes
- 2005 : Finaliste au Prix Ringuet pour Jeanne sur les routes
- 2010 : Prix d'aide à la création artistique du CALQ dans la région de l'Abitibi-Témiscamingue
- 2011 : Prix des cinq continents de la francophonie pour Il pleuvait des oiseaux[10]
- 2011 : Finaliste au Grand prix du livre de Montréal pour Il pleuvait des oiseaux
- 2012 : Lauréate- Prix littéraire des collégiens pour Il pleuvait des oiseaux
- 2012 : Prix Ringuet pour Il pleuvait des oiseaux
- 2012 : Prix France-Québec pour Il pleuvait des oiseaux
- 2012 : Prix des lecteurs Radio-Canada pour Il pleuvait des oiseaux[11]
- 2012 : Lauréate du Combat des livres de Radio-Canada pour Il pleuvait des oiseaux
- 2012 : Finaliste au Prix des libraires pour Il pleuvait des oiseaux[12]
- 2012 : Prix Grand public, Salon du livre de Montréal, La Presse (Montréal) pour Il pleuvait des oiseaux
- 2012 : Finaliste au Prix Antonine-Maillet pour Il pleuvait des oiseaux[13]
- 2012 : Prix Les irrésistibles – Bibliothèques de Montréal pour Il pleuvait des oiseaux
- 2012 : Prix des Collégiens de Suède en Littérature Québécoise pour Il pleuvait des oiseaux
- 2013 : Finaliste au Prix des lycées français d’Amérique du Nord pour Il pleuvait des oiseaux[14]
- 2015 : Finaliste au Combat des livres dans le cadre du Prix "Canada Reads", CBC Radio, pour And the Birds Rained Down.
- 2020 : Finaliste Prix Hervé-Foulon[15] du livre oublié pour son roman La Vie comme une image, initialement publié en 1996
- 2021 : Compagne de l'Ordre des arts et des lettres du Québec[16].